# Balisticha obsoleta
Balisticha obsoleta är en insektsart som beskrevs av Jacobi 1941. Balisticha obsoleta ingår i släktet Balisticha och familjen sköldstritar. Inga underarter finns listade i Catalogue of Life.